# Voïvodie de Marienbourg
 (signalé en mai 2025).
Si vous disposez d'ouvrages ou d'articles de référence ou si vous connaissez des sites web de qualité traitant du thème abordé ici, merci de compléter l'article en donnant les références utiles à sa vérifiabilité et en les liant à la section « Notes et références ».
- Archive Wikiwix
- Bing
- Cairn
- DuckDuckGo
- E. Universalis
- Gallica
- Google
- G. Books
- G. News
- G. Scholar
- Persée
- Qwant
- (zh) Baidu
- (ru) Yandex
- (wd) trouver des œuvres sur Wikidata

1466–1772
Entités précédentes :
- État teutonique

Entités suivantes :
- Prusse-Occidentale

La voïvodie de Marienbourg ou voïvodie de Malbork (en polonais : województwo malborskie) était une division administrative (voïvodie) du royaume de Pologne puis de la république des Deux Nations ayant son siège à Malbork (Marienbourg). Avec la voïvodie de Poméranie, la voïvodie de Culm et l'évêché de Varmie, elle a formé l'État autonome de Prusse royale.

## Histoire

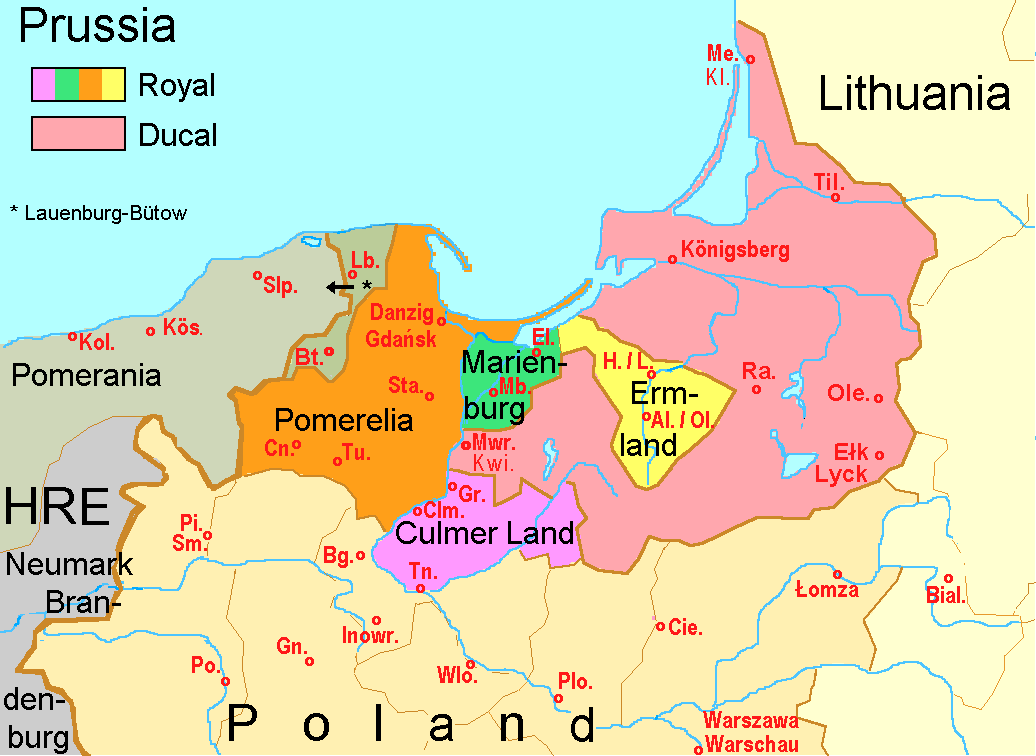
Le duché de Prusse (en gris) et les districts de la Prusse royale, le voïvodie de Marienbourg en vert, (1466-1772).

Après avoir conquis les territoires des Prussiens au XIIIe siècle, les chevaliers de l'ordre Teutonique construisirent la forteresse de Marienbourg qui, en 1309, devint le siège des grands maîtres. À la suite de leur défaite à la bataille de Grunwald, ils réussirent à défendre le château contre les forces combinées du royaume de Pologne et du grand-duché de Lituanie ; néanmoins, l'Ordre était confronté à l'opposition de la noblesse et des grandes villes qui se sont associées à la Ligue de Prusse en 1440. Finalement, en 1454, le soulèvement de la Ligue, alliée au roi Casimir IV de Pologne, conduisit à la guerre de Treize Ans. D'après les dispositions du traité de Thorn, conclu en 1466, les chevaliers ont dû céder la partie occidentale de la Prusse autour de la forteresse de Marienbourg à Casimir.
Au sein des territoires annexés, le roi établit la voïvodie de Marienbourg comprenant également les powiats d'Elbląg (Elbing), de Sztum et de Dzierzgoń (Christburg). Au cours de l'union de Lublin signée le 1er juillet 1569, les pays de la couronne de Pologne devinrent une partie de la république des Deux Nations. Marienbourg a été à nouveau le théâtre des conflits armés pendant la guerre de Trente Ans et la première guerre du Nord lorsque des troupes suédoises conquirent la forteresse. La voïvodie reste possession de la couronne polonaise jusqu'au premier partage de la Pologne en 1772 lorsque la Prusse royale est annexée par le royaume de Prusse sous le règne des Hohenzollern et incorporée dans la nouvelle province de Prusse-Occidentale.